# A csodálatos Pókember 2.
A csodálatos Pókember 2. (eredeti cím: The Amazing Spider-Man 2) 2014-es egész estés amerikai film, amelyet Marc Webb rendezett és Alex Kurtzman, Roberto Orci, valamint Jeff Pinkner írt. A 2012-ben bemutatott Csodálatos Pókember című film folytatása és az ötödik Pókember-film. A főszerepet Andrew Garfield, Emma Stone, Jamie Foxx, Dane DeHaan, Paul Giamatti, Sally Field, Campbell Scott, Embeth Davidtz és Colm Feore alakítja.
Az Amerikai Egyesült Államokban, 2014. május 2-án mutatta be a Columbia Pictures 2D-ben, 3D-s, és IMAX 3D-s változatban, Magyarországon egy nappal hamarabb, május 1-én az InterCom Zrt. forgalmazásában.
A film vegyes kritikákat kapott a kritikusoktól. Egyes kritikusok dicsérték Andrew Garfield és Emma Stone színészi teljesítményét és a magával ragadó vizuális stílust, míg mások kritikusabbak voltak, ugyanis véleményük szerint a korábbi filmhez képest ez a rész semmit sem javult, például a karakterek eltúlzott jellemét és az erőltetett történetet nézve. A film bruttósított bevétele 709 millió dollár lett világszerte, ami a sorozatban a legalacsonyabb bevételt hozó film. A Metacritic oldalán a film értékelése 53% a 100-ból, ami 49 véleményen alapul. A Rotten Tomatoeson A csodálatos Pókember 2. 53%-os minősítést kapott, 257 értékelés alapján.
A cselekmény szerint Peter Parker folytatja bűnüldözői harcát Pókemberként, miközben új ellenségekkel kell szembenéznie, többek között Electróval, Zöld Manóval és Rhinóval, valamint a múltjával kapcsolatban is újabb dolgokat fedez fel.

## Cselekmény
A tudós, Richard Parker (Campbell Scott) korábban felvett egy videóüzenetet, amely elmagyarázza az eltűnésének okát. Később ő és a felesége, Mary (Embeth Davidtz) egy eltérített repülőgépen utaznak, ahova egy férfit küldtek azzal az indítékkal, hogy végezzen Richarddal. A pilótát megöli, miközben a gép elkezd zuhanni. Richard időben még fel tudja tölteni az üzenetet egy oldalra.
A jelenben, Richard és Mary fia, Peter Parker, Pókemberként harcol a bűnözőkkel szemben. Elfogja Alekszej Sytsevich-et (Paul Giamatti), aki megpróbált egy plutóniumot tartalmazó teherautót ellopni, valamint megmenti az Oscorp egyik alkalmazottját, Max Dillont (Jamie Foxx). Ahogy beszélget Gwen Stacyvel (Emma Stone) a telefonon keresztül, Peter lát egy víziót az elhunyt apjáról, George Stacy rendőrkapitányról, arra emlékeztetve, hogy hagyja békén Gwent, mint Pókember. Miután Peter leérettségizik, találkozik Gwennel az egyik helyi étterem előtt, és ahhoz ragaszkodik, hogy betartsa az apja fogadalmát, hogy maradjanak távol egymástól, ekkor a két fél szakít.
Peter gyerekkori barátja, Harry Osborn (Dane DeHaan) visszatér Manhattanbe, hogy meglátogassa a halálos beteg édesapját, Normant (Chris Cooper), az Oscorp cég alapítóelnökét. Norman elmagyarázza a fiának, hogy a betegsége örökletes, ami még Harry fiatalabb korában alakult ki. Átad egy kis készüléket Harrynek, amely az élete munkáját tartalmazza. Másnap Norman meghal, majd Harryt nevezik ki az Oscorp új alapítóelnökévé. Ott, Harry megtudja, hogy az Oscorpot sok bírálat érte, Dr. Connors felelőtlen tette miatt, ennek eredményeként meg kellett szüntetniük a hibridfajokkal kapcsolatos kutatásaikat, hogy visszakapják a befektetőket.
Max bálványozza Pókembert, amiért korábban még megmentette az életét, ezért gondolkodóba esik, hogy akár a legjobb barátja is lehetne. Miközben az Oscorp laboratóriuma felé tart, hogy az egyik áramkört csatlakoztassa, hirtelen áramütés éri és beleesik az egyik víztartályba, a genetikailag módosított elektromos angolnák közé. Az esemény bekövetkeztén, a férfi teljesen megváltozik, ennek eredményeként az elektromos generátor pedig helyreáll. Eközben Peter próbálja fenntartani a barátságot Gwennel, de megtudja tőle, hogy kapott egy lehetőséget az ösztöndíj megszerzésére az Oxfordi Egyetemen; Ez azt jelenti, el kell hogy menjen Britanniába, közben Max a Times Square-re téved és véletlenül áramszünetet okoz. Pókember megpróbálja lecsillapítani, de a rendőrség tüzelni kezd Maxre, és mivel Pókember feladata megmenteni a veszélyeztetett polgárokat, a média rá összpontosul, amitől Max elveszti a türelmét és támadni kezd. Pókember végül meg tudja állítani Maxet, majd elviszik a Ravencroft Intézetbe.
Harry betegsége kezd egyre jobban látszódni, majd kikövetkeztetni, hogy Pókember vére megmentheti, ezért később Petert kéri meg Pókember megtalálására.Peter eljön később hozzá Pókemberként, de  félve az esetleges káros mellékhatások miatt, megtagadja Harry kérését. Később az asszisztense Felicia Hardy tájékoztatja őt a felszerelésről, amely segíthet neki, de mielőtt hozzájutna, az OsCorp alelnöke, Donald Menken megvádolja Harryet, hogy eltussolta Dillon balesetét, és eltávolítja őt, majd vezérigazgatóként átveszi az Oscorp irányítását.
Peter az apja által hátrahagyott információkat használva, megtalál egy videót egy elhagyatott metróállomás rejtett laborjában. Richard elmagyarázza, hogy el kellett menekülnie, mert nem volt hajlandó segíteni Normannak biogenetikus fegyverek készítésével.
Eközben Harry kiszabadítja Dillont (aki most Electro-nak hívja magát), azért hogy visszajuttassa őt az OsCorp épületébe. Ott megtalálja a Norman által készített páncélzatot és egyéb felszerelést, valamint a már elpusztult genetikailag megváltoztatott pókok mérgét. A méreg felgyorsítja Harry betegségét, és goblinszerű lénnyé változtatja, de az öltöny beépített vészhelyzeti protokollja visszaállítja egészségét és gyógyítja a betegségét.
Peter eközben meghallgatja a hangüzenetet, amit Gwen hagyott neki. Ebben a lány elmondja, hogy  elnyerte a brit ösztöndíjat, és elindult a repülőtérre korábban a vártnál, mert talált egy nyári kurzust, és mert nem akar búcsúzkodni. Peter utánamegy Pókemberként elkapja és megvallja a szerelmét, és egyetértenek abban, hogy együtt mennek Angliába.
Eközben Electro egy nagy áramkimaradást okoz, és Pókember elindul, hogy megküzdjön vele. Gwen követi, és együtt visszaállítják az energiát, és túlterhelik Electro testét, ezzel megölve őt.
Az átalakult Harry, aki most elmebeteg, megérkezik Norman páncéljaival és fegyverével. Amikor meglátja Gwen-t, rájön Pókember titkos személyazonosságára, és hogy bosszút álljon, amiért barátja megtagadta a vérátömlesztést, elrabolja a lányt, és elviszi egy óratorony tetejére. Pókember legyőzi Harryet, de Gwen lezuhan, annak ellenére, hogy Pókember próbálja megmenteni. 
Peter gyászolja Gwen halálát, és úgy dönt, karrierjét Pókemberként lezárja.
Öt hónappal később Harry átalakulásának utóhatásaival küszködik, míg a Ravencroft-ban raboskodik. A munkatársa, Gustav Fiers meglátogatja Harry-et és megbeszélik, hogy saját csapatot alkotnak. Harry parancsot ad Fiersnek, hogy kezdjen Sytsevicsel. Később egy ismeretlen csapat kiszabadítja Sytsevichet a börtönből. Az elektromechanikus páncélos öltözékkel ellátott Sytsevich magát Rhinónak nevezi, és az utcákon dühöng. Peter megnézi Gwen végzős beszédéről készült videót, aminek hatására folytatja szerepét mint Pókember, és megütközik Rhinóval.

## Szereplők
| Szerep                                                                             | Színész         | Magyar hang       |
| ---------------------------------------------------------------------------------- | --------------- | ----------------- |
| Peter Parker / Pókember: Egy árva tizenéves srác, aki megkapta az egyik pók erejét | Andrew Garfield | Molnár Levente    |
| Gwen Stacy: Egy középiskolás diák, Peter szerelme                                  | Emma Stone      | Parti Nóra        |
| Harry Osborn / Zöld Manó: Norman Osborn fia, Peter régi barátja                    | Dane DeHaan     | Előd Álmos        |
| Max Dillon / Electro: Egy villamosmérnök, aki az Oscorp iparágának dolgozik        | Jamie Foxx      | Kálid Artúr       |
| Aleksei Mikhailovich Sytsevich / Rhino: Egy orosz gengszter                        | Paul Giamatti   | Józsa Imre        |
| May Parker: Peter nagynénje                                                        | Sally Field     | Kovács Nóra       |
| Norman Osborn: Az Oscorp elnöke, Harry Osborn apja                                 | Chris Cooper    | Reviczky Gábor    |
| Dr. Ashley Kafka: A Ravencroft intézet feje                                        | Marton Csokas   | Haás Vander Péter |
| Richard Parker: Peter apja                                                         | Campbell Scott  | Jakab Csaba       |
| Mary Parker: Peter anyja                                                           | Embeth Davidtz  | Bertalan Ágnes    |
| Stacy kapitány: Gwen Stacy elhalálozott édesapja                                   | Denis Leary     | Mihályi Győző     |
| Donald Menken: Az Oscorp tagja, alelnöke                                           | Colm Feore      | Csuha Lajos       |

## Kapcsolódó művek
Miután megjelent a 2. rész, terveztek még 3. és 4. részt is, ám mivel megbukott a pénztáraknál, akartak egy különálló filmet csinálni, amiben Pókember megküzd hat gonosztevővel, és Norman Osborn visszatért volna az élők közé. Emellett terveztek volna még egy önálló Venom filmet is ehhez az univerzumhoz. Ám a Sony, és a Marvel megegyeztek végül, hogy rebootolni fogják a filmet, és 2017. július 7-én megjelent a Pókember: Hazatérés.